# Karl Jenkins
Sir Karl William Pamp Jenkins (Swansea, 17 febbraio 1944) è un compositore e musicista gallese.

## Biografia
Figlio di un organista e direttore di coro fu istruito dal padre ed entrò nella National Youth Orchestra of Wales come oboista. Studiò musica e dopo il diploma frequentò la Royal Academy of Music dove conobbe il compositore Alun Hoddinott. Entrò nel gruppo di Graham Collier per poi fondare i Nucleus con i quali ottenne il primo premio al Montreux Jazz Festival del 1970. Per i primi anni della sua carriera musicale era conosciuto come sassofonista jazz e jazz rock.
Nel 1972 entrò nei Soft Machine, con i quali rimase fino al 1984. Si dedicò alla musiche per spot pubblicitari, tra cui quella per i diamanti della De Beers, il brano fu riutilizzato dal compositore per la sua opera Palladio. Negli anni novanta si dedicò alla musica new age e con il progetto Adiemus pubblicò una serie composta da 6 album a carattere prevalentemente vocalistico nei quali fu accompagnato dalla London Philharmonic Orchestra.

## Discografia
- Adiemus: Songs of Sanctuary
- Adiemus II: Cantata Mundi
- Adiemus III: Dances of Time
- Adiemus IV: The Eternal Knot
- Adiemus V: Vocalise
- The Best of Adiemus
- Adiemus: Live
- Adiemus Colores - Karadaglic/Villazon/Flores, 2013 Deutsche Grammophon
- Cantata memoria - Terfel/Thomas/Finch/Cymru Orch., 2016 Deutsche Grammophon

## Altri lavori
- Eloise - opera
- Merry Christmas to the World (1995) — raccolta di brani natalizi musicati per orchestra
- Diamond Music (1996)
- Palladio (1996)
- Imagined Oceans (1998)
- The Armed Man: A Mass for Peace (composto nel 1999, eseguito nel 2000)
- Dewi Sant (2000)
- Over the Stone (2002) — concerto per due arpe
- Crossing the Stone (2003) — un album con l'arpista gallese Catrin Finch e materiale del concerto per due arpe
- Hymn (2003)
- Ave Verum (2004) — per baritono (composto per Bryn Terfel)
- In These Stones Horizons Sing (2004)
- Requiem (2005)
- Quirk (2005) concertante
- River Queen, con la London Symphony Orchestra (2005) — dal film River Queen diretto dal regista neozelandese Vincent Ward
- Tlep (2006)
- Kiri Sings Karl (2006) — con Kiri Te Kanawa
- This Land of Ours (2007) — con Cory Band e Cantorion
- Stabat Mater (2008) - adattamento di un inno cattolico del XIII secolo

## Filmografia
- 2015 – Romantic Warriors III: Canterbury Tales